# Carboxylase
Carboxylasen sind Enzyme, die Kohlenstoffdioxid als eine Carboxygruppe in ihr Substrat einbauen. Der von ihnen katalysierte Vorgang wird entsprechend Carboxylierung genannt. Der Vorgang ist ATP-abhängig. Sie besitzen Biotin als prosthetische Gruppe. Carboxylasen (EC 6.4.1.-) gehören meistens zu der Gruppe der Ligasen.

## Beispiele
Die häufigste Carboxylase ist die Ribulose-1,5-bisphosphat-Carboxylase (Rubisco), ein Enzym, das im Calvin-Zyklus der Photosynthese Kohlenstoffdioxid an Ribulose-1,5-bisphosphat bindet. Durch diese biochemische Reaktion wird Kohlenstoffdioxid aus dem Wasser oder aus der Luft in den Stoffwechsel photosynthetisierender Pflanzen, Protista oder Monera eingeschleust.
Weitere wichtige Carboxylasen sind:
- Acetyl-CoA-Carboxylase
- Pyruvat-Carboxylase
- Propionyl-CoA-Carboxylase

### Pflanzen
Eine wesentliche Schaltstelle im pflanzlichen Stoffwechsel ist die PEP-Carboxylase.

## Geschichte
Entdeckt wurde die Carboxylase von dem Biochemiker Carl Neuberg.

## Andere Enzymklassen
Enzyme die im Gegenteil zu Carboxylasen Kohlenstoffdioxid aus ihren Substraten freisetzen, nennt man Decarboxylasen.